# Gazella bennettii
Espèce
Statut de conservation UICN

 LC  : Préoccupation mineure
Statut CITES
Gazella bennettii connue localement sous le nom de chinkara ou idimi, est une espèce de gazelle présente en Asie du Sud. Elle vit dans les prairies et les zones désertiques en Inde, au Bangladesh, dans certaines parties de l'Iran et au Pakistan.

## Systématique
Son nom scientifique rend hommage à Edward Turner Bennett (1797-1836), un médecin et zoologiste britannique.

## Morphologie et physiologie

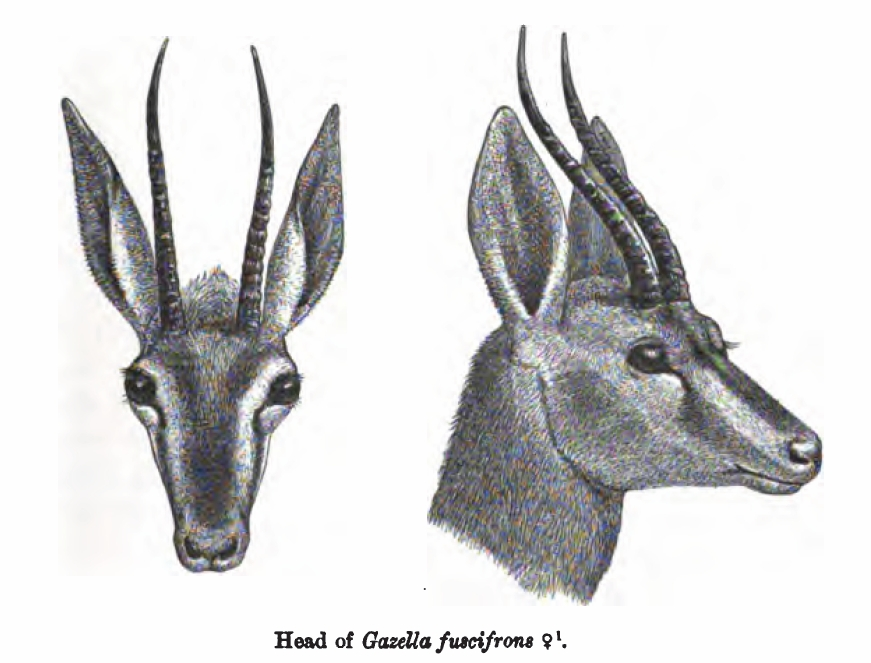
Dessin de têtes de Gazella bennettii.

Gazella bennettii mesure de 80 à 95 cm de longueur (avec une queue de 10 cm)), pour une hauteur au garrot de 50 à 65 cm. Les cornes peuvent mesurer 39 centimètres. Adulte elle pèse environ de 14 à 25 kg.
Son pelage d'été est de couleur rougeâtre-chamois, avec une fourrure lisse et brillante. En hiver, la fourrure blanche du ventre et de la gorge est en revanche plus grande. Les côtés du visage sont marron foncé et du coin de l'œil jusqu'au museau, bordée par des bandes blanches.

### Reproduction
La Gazella bennettii se reproduit une fois par an pour donner naissance à un petit.

## Comportement
C'est un animal timide, qui évite les habitations humaines. Herbivore, elle peut vivre sans eau pendant de longues périodes simplement en récoltant l'eau des plantes et de la rosée. Bien que la plupart des individus soient vus seuls, ils peuvent être parfois repérés dans des groupes allant jusqu'à quatre individus.
Sa vitesse maximale de course atteint 75 km/h.

## Protection
Sa population est estimée à 80 000 individus[réf. nécessaire][Quand ?]. Traditionnellement, la communauté des Bishnoi protège la faune et la flore dans l'État du Rajasthan. Dans un cas judiciaire célèbre, l'acteur de cinéma indien Salman Khan a été condamné à 1 an de prison pour avoir tiré sur une Gazella bennettii, animal protégé.